# Deimling (Bockhorn)
Deimling ist eine Einzelsiedlung der Gemeinde Bockhorn im Oberbayerischen Landkreis Erding.

## Lage
Der Einödhof liegt auf freier Flur, etwa zwei Kilometer nordöstlich von Bockhorn. Im Norden fließt das Hammerthaler Bächlein vorbei, östlich befinden sich einige Weiher.